# عزلة المناصرة (الحديدة)

تعديل مصدري - تعديل

عزلة المناصرة هي إحدى عزل مديرية المنصورية في محافظة الحديدة اليمنية ويبلغ تعداد سكانها 37189 نسمة حسب التعداد السكاني في اليمن لعام 2004.

## روابط خارجية
- الجهاز المركزي للإحصاء بالجمهورية اليمنية
- المركز الوطني للمعلومات باليمن
- World Gazetteer:Yemen
- الدليل الشامل